# Präsidentschaftswahl in Finnland 1925

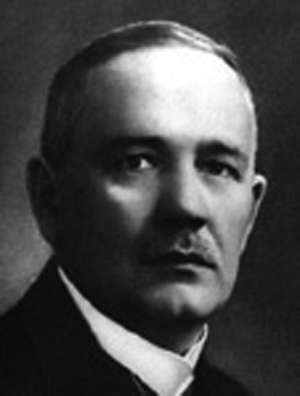
Lauri Kristian Relander

Die Präsidentschaftswahl in Finnland 1925 war die zweite Wahl um das Präsidentenamt in Finnland.
Am 15. und 16. Januar 1925 fanden die Wahlen zum Wahlmännerausschuss statt. Der Präsident wurde schließlich von 300 Wahlmännern gewählt. Dabei setzte sich der Landbund-Kandidat Lauri Kristian Relander in drei Wahlgängen durch.

## Wahlen zum Wahlmännerausschuss
| Sozialdemokratische Partei Finnlands Suomen Sosialidemokraattinen Puolue (SDP) Finlands Socialdemokratiska Parti | 26,55 | 165 091 | 79  |
| Nationale Sammlungspartei Kansallinen Kokoomuspuolue Samlingspartiet                                             | 22,71 | 141 240 | 68  |
| Landbund Maalaisliitto (ML) Agrarförbundet                                                                       | 19,93 | 123 932 | 69  |
| Schwedische Volkspartei Ruotsalainen Kansanpuolue (RKP) Svenska Folkpartiet (SFP)                                | 12,61 | 78 422  | 35  |
| Nationale Fortschrittspartei Kansallinen Edistyspuolue Framstegspartiet                                          | 11,45 | 71 199  | 33  |
| Sozialistischer Arbeiter- und Kleinbauernwahlbund Sosialistinen Työväen ja Pienviljelijöiden Vaaliliitto (STPV)  | 6,63  | 41 218  | 16  |
| |       |         |     |
| andere | 0,13  | 822     |     |
| |       |         |     |
| Gesamt | 100   | 621 919 | 300 |

## Wahlergebnis
| Landbund Maalaisliitto (ML) Agrarförbundet                                                                       | 69  | Lauri Kristian Relander | 69  | 97  | 172 |
| Nationale Fortschrittspartei Kansallinen Edistyspuolue Framstegspartiet                                          | 33  | Risto Ryti              | 33  | 104 | 109 |
| Nationale Sammlungspartei Kansallinen Kokoomuspuolue Samlingspartiet                                             | 68  | Hugo Suolahti           | 68  | 80  | -   |
| Sozialistischer Arbeiter- und Kleinbauernwahlbund Sosialistinen Työväen ja Pienviljelijöiden Vaaliliitto (STPV)  | 16  | Matti Väisänen          | 16  | 16  | -   |
| Sozialdemokratische Partei Finnlands Suomen Sosialidemokraattinen Puolue (SDP) Finlands Socialdemokratiska Parti | 79  | Väinö Tanner            | 78  | 2   | -   |
| Sozialdemokratische Partei Finnlands Suomen Sosialidemokraattinen Puolue (SDP) Finlands Socialdemokratiska Parti | 79  | Väinö Voionmaa          | 1   | -   | -   |
| Schwedische Volkspartei Ruotsalainen Kansanpuolue (RKP) Svenska Folkpartiet (SFP)                                | 35  | Karl Söderholm          | 35  | -   | -   |
| |     |                         |     |     |     |
| ungültig |     |                         | -   | 1   | 19  |
| |     |                         |     |     |     |
| Gesamt | 300 |                         | 300 | 300 | 300 |